# Calahorra (stacja kolejowa)
Calahorra (hiszp. Estación de Calahorra) – stacja kolejowa w Calahorra, we wspólnocie autonomicznej La Rioja, w Hiszpanii. Znajduje się na linii kolejowej Castejón – Bilbao w km 27, na wysokości 324 m n.p.m..
Na stacji zatrzymują się pociągi kursujące na trasach daleko i średniodystansowych, obsługiwane przez przewoźnika Renfe.

## Historia
Stacja została otwarta w dniu 30 sierpnia 1863 wraz z otwarciem odcinka Castejón-Orduña linii kolejowej przeznaczonej do połączenia Castejón z Bilbao. Prace były prowadzone przez Compañía del Ferrocarril de Tudela a Bilbao utworzonej w 1857 roku. W 1865 firma ogłosiła upadłość, ponieważ nie mogła przezwyciężyć trudności gospodarcze wynikające z inwestycji w budowę linii i interwencji Banku Bilbao. W 1878 roku została wchłonięta przez Norte, która była właścicielem stacji aż do nacjonalizacji kolei w Hiszpanii w 1941 roku i utworzenie RENFE.
Od 31 grudnia 2004 linię obsługuje Renfe. Zarządcą dworca jest Adif.

## Opis
Stacja znajduje się na północny wschód od centrum miasta. Budynek pasażerski, który zachował swój oryginalny wygląd jest prostokątny i dwupiętrowy. Jest on zbudowany z cegły i posiada metalowe zadaszenie, obejmującym swym zasięgiem główny peron. Stacja posiada cztery tory o nr 1, 2, 3 i 5. Perony są dostępne poprzez przejście w poziomie torów.
W budynku dworca znajduje się poczekalnia, kasy biletowe, toalety, wypożyczalnia samochodów, bankomat, usługi pocztowe. Cała stacja jest przystosowana dla osób niepełnosprawnych. Na zewnątrz znajduje się parking samochodowy.

## Połączenia
Haro posiada połączenia do takich miast jak Madryt, Barcelona, Saragossa, Logroño, Bilbao, Gijón lub León pociągami Alvia i Trenhotel.